# Hate-Hor
Hate-Hor (Hórus Hate ou Hatj-Hor) foi um possível rei do Alto Egito durante o período protodinástico do Egito. Seus sereques foram encontrados no túmulo 1702 de Tarcã.